# Suzanne (Somme)
Pour les articles homonymes, voir Suzanne.
Suzanne est une commune française située dans le département de la Somme, en région Hauts-de-France.

## Géographie

### Localisation

#### Communes limitrophes
|                | Maricourt et Carnoy |               |
| Bray-sur-Somme | Suzanne (Somme)     |               |
| Cappy          |                     | Éclusier-Vaux |

Le village de Suzanne est situé sur la rive droite de la Somme entre Cappy et Éclusier-Vaux.

### Hydrographie

#### Réseau hydrographique
La commune est située dans le bassin Artois-Picardie. Elle est drainée par la rivière Somme , le fleuve la Somme,.
La Somme est un fleuve du nord de la France, en région Hauts-de-France, qui traverse les deux départements de l'Aisne et de la Somme. Il prend sa source dans la commune de Fonsomme et se jette  dans la Manche par la baie de Somme entre Le Crotoy et Saint-Valery-sur-Somme. Les caractéristiques hydrologiques de la Somme canalisée sont données par la station hydrologique située sur la commune. Le débit moyen mensuel est de 0,405 m3/s. Le débit moyen journalier maximum est de 3,38 m3/s, atteint lors de la crue du 16 mars 2014. Le débit instantané maximal est quant à lui de 6,63 m3/s, atteint le 13 novembre 2013.

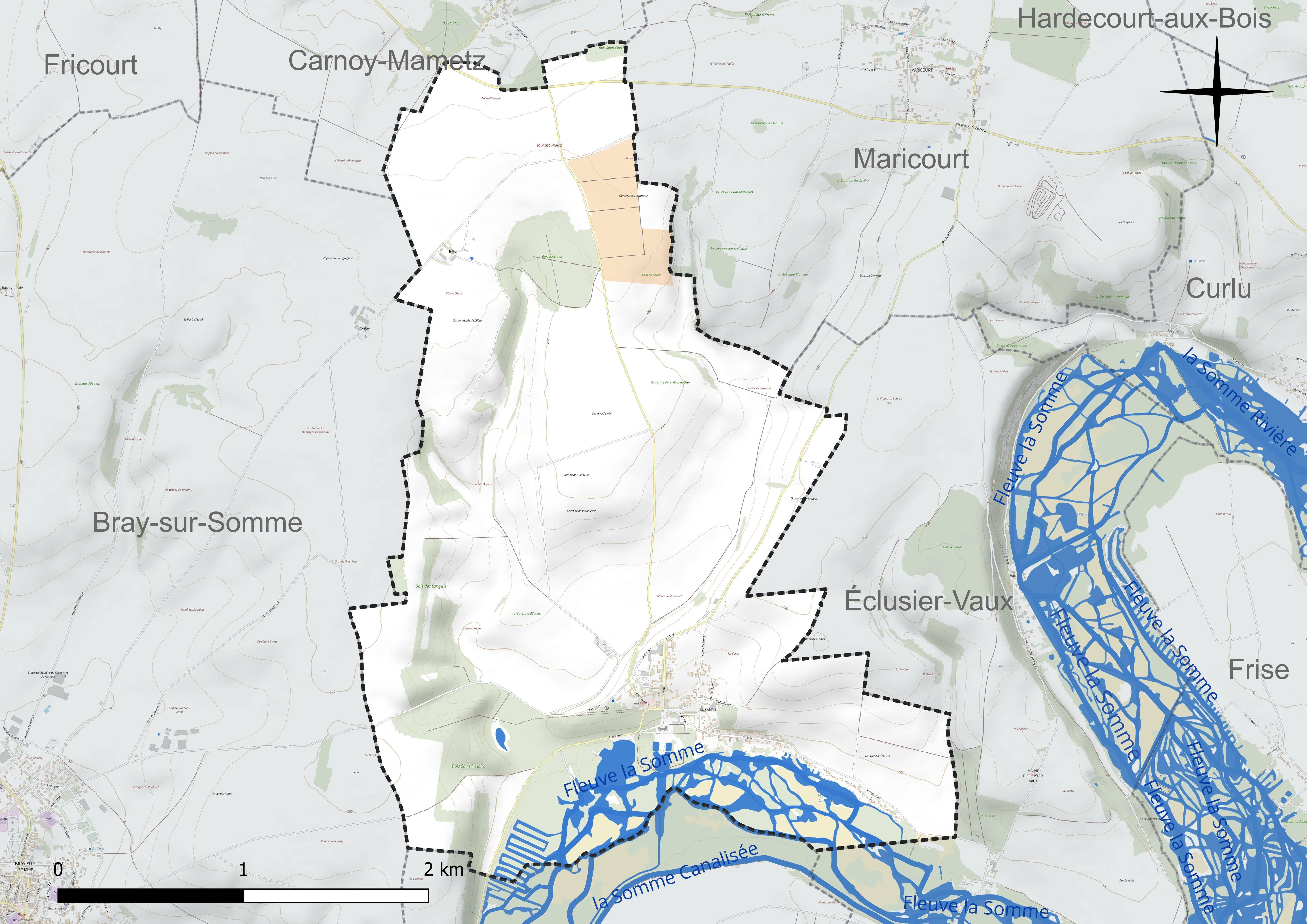
Réseau hydrographique de Suzanne.

#### Gestion et qualité des eaux
Le territoire communal est couvert par le schéma d'aménagement et de gestion des eaux (SAGE) « Haute Somme ». Ce document de planification concerne un territoire de 1 798 km2 de superficie, délimité par le bassin versant de la Haute Somme est constitué d'un réseau hydrographique complexe de cours d'eau, de marais, d'étangs et de canaux. Le périmètre a été arrêté le 21 avril 2006 et le SAGE proprement dit a été approuvé le 15 juin 2017. La structure porteuse de l'élaboration et de la mise en œuvre est le syndicat mixte d'aménagement hydraulique du bassin versant de la Somme (AMEVA).
La qualité des cours d'eau peut être consultée sur un site dédié géré par les agences de l'eau et l'Agence française pour la biodiversité.

### Climat
Pour des articles plus généraux, voir Climat des Hauts-de-France et Climat de la Somme.
En 2010, le climat de la commune est de type climat océanique dégradé des plaines du Centre et du Nord, selon une étude du CNRS s'appuyant sur une série de données couvrant la période 1971-2000. En 2020, Météo-France publie une typologie des climats de la France métropolitaine dans laquelle la commune est exposée à un climat océanique et est dans la région climatique Nord-est du bassin Parisien, caractérisée par un ensoleillement médiocre, une pluviométrie moyenne régulièrement répartie au cours de l'année et un hiver froid (3 °C).
Pour la période 1971-2000, la température annuelle moyenne est de 10,5 °C, avec une amplitude thermique annuelle de 14,2 °C. Le cumul annuel moyen de précipitations est de 737 mm, avec 12,5 jours de précipitations en janvier et 8,7 jours en juillet. Pour la période 1991-2020, la température moyenne annuelle observée sur la station météorologique la plus proche, située sur la commune de Méaulte à 8 km à vol d'oiseau, est de 10,7 °C et le cumul annuel moyen de précipitations est de 730,3 mm,. Pour l'avenir, les paramètres climatiques de la commune estimés pour 2050 selon différents scénarios d'émission de gaz à effet de serre sont consultables sur un site dédié publié par Météo-France en novembre 2022.

## Urbanisme

### Typologie
Au 1er janvier 2024, Suzanne est catégorisée commune rurale à habitat dispersé, selon la nouvelle grille communale de densité à sept niveaux définie par l'Insee en 2022.
Elle est située hors unité urbaine et hors attraction des villes,.

### Occupation des sols
L'occupation des sols de la commune, telle qu'elle ressort de la base de données européenne d'occupation biophysique des sols Corine Land Cover (CLC), est marquée par l'importance des territoires agricoles (73,4 % en 2018), une proportion identique à celle de 1990 (73,4 %). La répartition détaillée en 2018 est la suivante : 
terres arables (70,3 %), forêts (16,5 %), eaux continentales (4,1 %), zones urbanisées (3,2 %), cultures permanentes (3 %), zones humides intérieures (2,8 %), zones agricoles hétérogènes (0,2 %). L'évolution de l'occupation des sols de la commune et de ses infrastructures peut être observée sur les différentes représentations cartographiques du territoire : la carte de Cassini (XVIIIe siècle), la carte d'état-major (1820-1866) et les cartes ou photos aériennes de l'IGN pour la période actuelle (1950 à aujourd'hui).

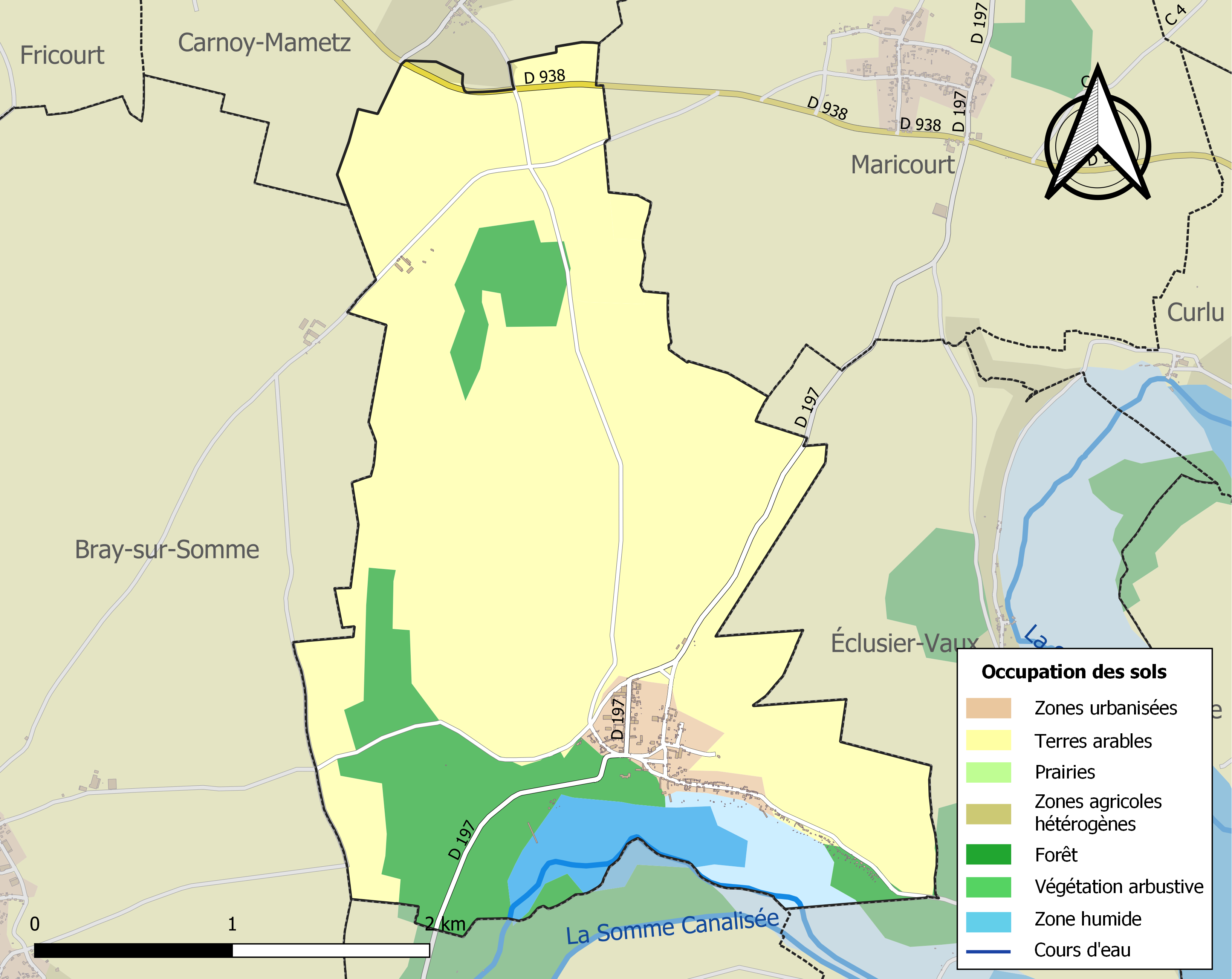
Carte des infrastructures et de l'occupation des sols de la commune en 2018 (CLC).

## Toponymie

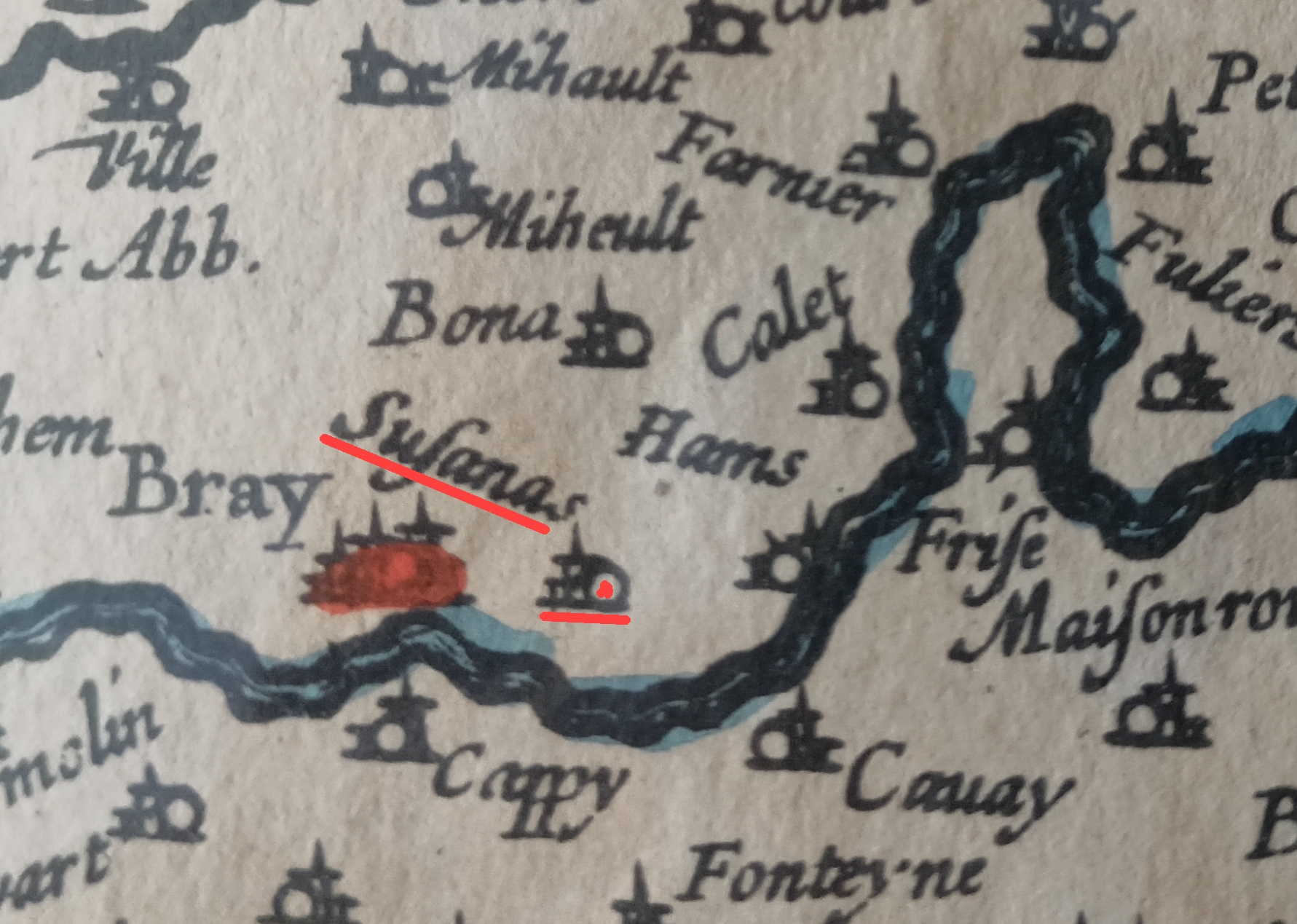
Sur une carte de la Picardie de 1620, Suzanne se nommait Susanas.

Le nom de la localité est attesté sous les formes Suzanna (1135) ; Susanna (1135) ; Sezanne (1186) ; Susane (1232) ; Suzane (1260) ; Suzenna (1313) ; Suzenne (1499) ; Susenne (1562) ; Susanas (1579) ; Suxanne (1648) ; Susanne (1733) ; Suzeanne (1753) ; Suzanne (1757).
Suzanne appelé autrefois Susanne vient du mot roman suzan qui veut dire ancien,.

## Histoire
On a trouvé sur le territoire des vestiges des temps préhistoriques tels que des haches, des silex taillés...
On a  également trouvé des sépultures mérovingiennes, renfermant des armes, des parures et quelquefois des vestiges de l'époque gallo-romaine.
Le château de Suzanne, construit en 1619, par la famille Valpergue, sur l'emplacement d'un ancien château fort situé au bas d'une forte côte et près de la Somme fut la propriété de la famille d'Estourmel puis au XXe siècle de l'imitateur Yves Lecoq.
En 1636 la garnison espagnole de Bapaume brûle le village qui sera rétabli au XVIe siècle, sur l'emplacement d'une habitation gauloise ruinée par les invasions barbares du Nord.
Lors de la guerre de 1870, Suzanne est envahie par les Prussiens qui incendient les meules, pillent, réquisitionnent et exigent une contribution de guerre de 10 000 francs au village.
Lors de la Première Guerre mondiale, le village était situé non loin du front. Le château fut occupé par les états-majors de l'armée française.

## Politique et administration
| Période                                  | Période                      | Identité       | Étiquette | Qualité                        |
| ---------------------------------------- | ---------------------------- | -------------- | --------- | ------------------------------ |
| Les données manquantes sont à compléter. |                              |                |           |                                |
| mars 2001                                | 2014                         | François Noyon |           |                                |
| 2014                                     | En cours (au 8 octobre 2020) | Michel Caillet |           | Réélu pour le mandat 2020-2026 |

## Démographie
L'évolution du nombre d'habitants est connue à travers les recensements de la population effectués dans la commune depuis 1793. Pour les communes de moins de 10 000 habitants, une enquête de recensement portant sur toute la population est réalisée tous les cinq ans, les populations de référence des années intermédiaires étant quant à elles estimées par interpolation ou extrapolation. Pour la commune, le premier recensement exhaustif entrant dans le cadre du nouveau dispositif a été réalisé en 2007.

En 2022, la commune comptait 191 habitants, en évolution de +4,95 % par rapport à 2016 (Somme : −1,26 %, France hors Mayotte : +2,11 %).
| 1793 | 1800 | 1806 | 1821 | 1831 | 1836 | 1841 | 1846 | 1851 |
| ---- | ---- | ---- | ---- | ---- | ---- | ---- | ---- | ---- |
| 614  | 630  | 677  | 695  | 656  | 661  | 643  | 613  | 606  |

| 1856 | 1861 | 1866 | 1872 | 1876 | 1881 | 1886 | 1891 | 1896 |
| ---- | ---- | ---- | ---- | ---- | ---- | ---- | ---- | ---- |
| 585  | 572  | 545  | 514  | 484  | 425  | 439  | 402  | 478  |

| 1901 | 1906 | 1911 | 1921 | 1926 | 1931 | 1936 | 1946 | 1954 |
| ---- | ---- | ---- | ---- | ---- | ---- | ---- | ---- | ---- |
| 458  | 461  | 431  | 169  | 202  | 217  | 222  | 226  | 229  |

| 1962 | 1968 | 1975 | 1982 | 1990 | 1999 | 2006 | 2007 | 2012 |
| ---- | ---- | ---- | ---- | ---- | ---- | ---- | ---- | ---- |
| 168  | 168  | 147  | 143  | 159  | 151  | 185  | 190  | 175  |

| 2017 | 2022 | - | - | - | - | - | - | - |
| ---- | ---- | - | - | - | - | - | - | - |
| 186  | 191  | - | - | - | - | - | - | - |

## Culture locale et patrimoine

### Lieux et monuments
- Château.

- Église Saint-Rémy. Réalisée toute en brique, ses ouvertures sont bordées de pierre[28].

- Cimetières militaires de Suzanne

- Grotte miniature avec une petite Vierge noire, à l'entrée du village, venant de Maricourt[29].
- Vierge noire dans le bois de Suzanne. Elle a été mise en place en 1890 par la famille d'Estourmel, alors propriétaire du château[29].
- Maisons typiques.
- Jardin de Lilith, sur 3 000 m2, il héberge plus de 2 500 variétés de plantes[30].

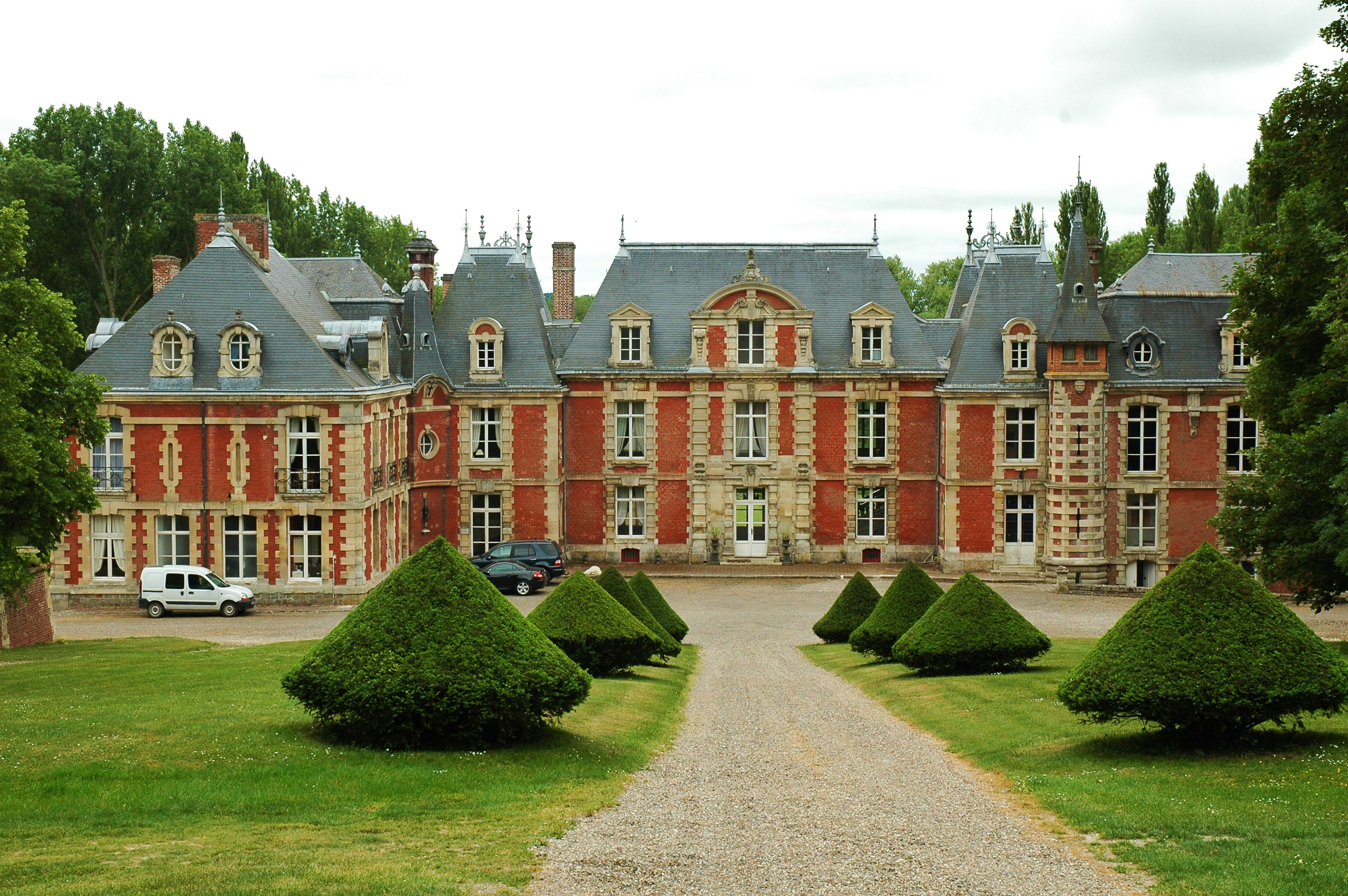
Le château.
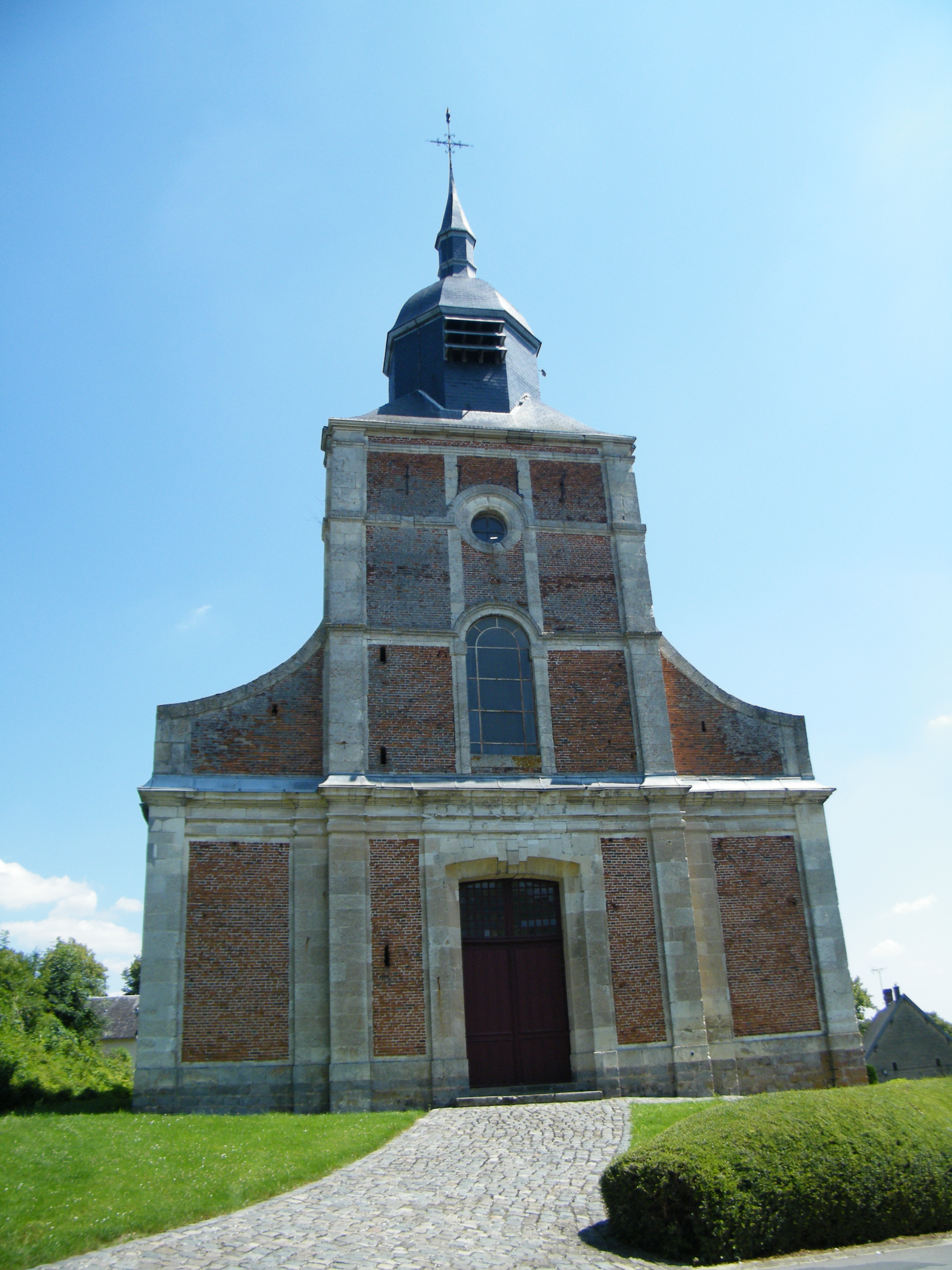
Saint-Rémy.
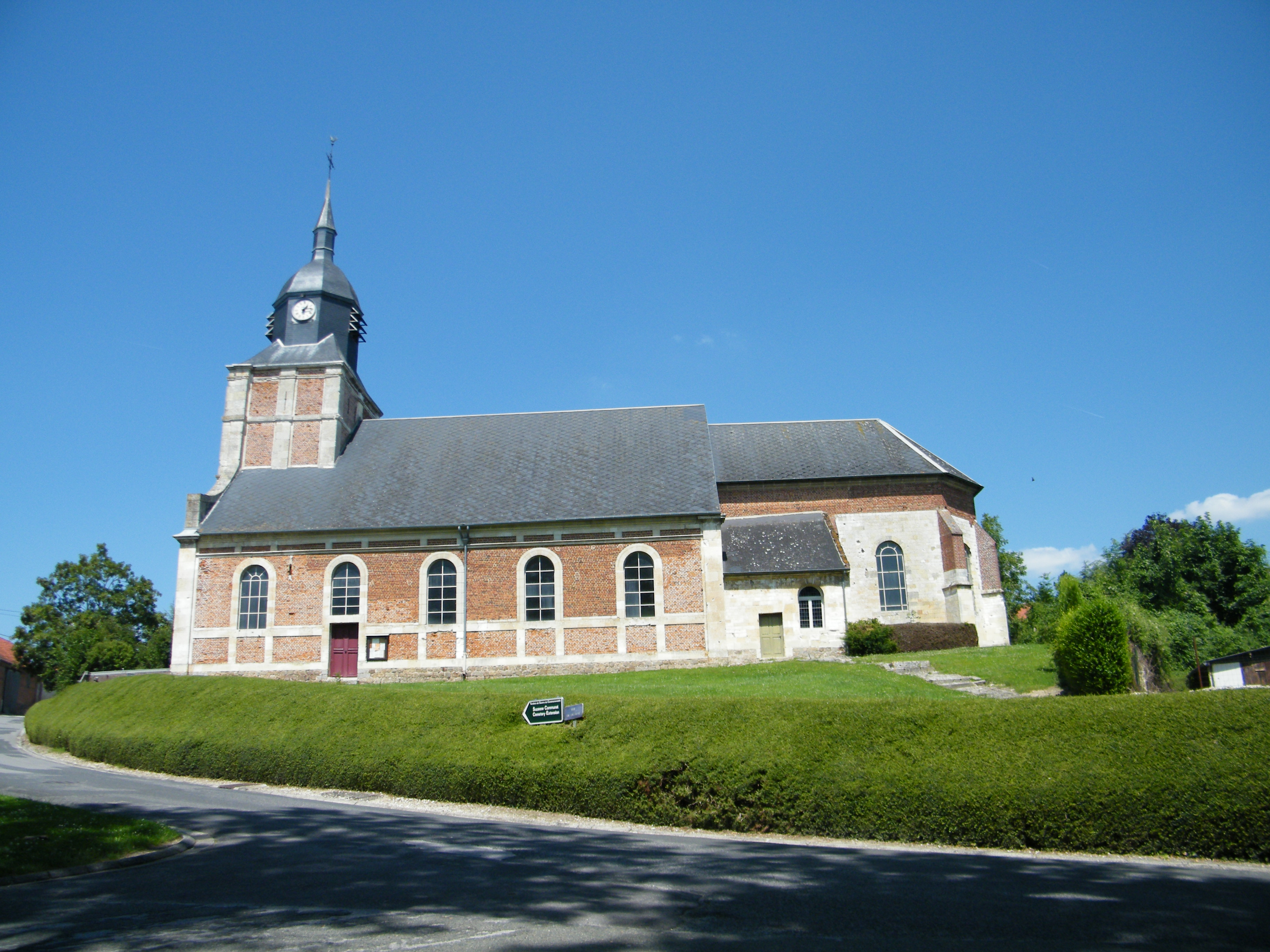
Autre vue de Saint-Rémy.
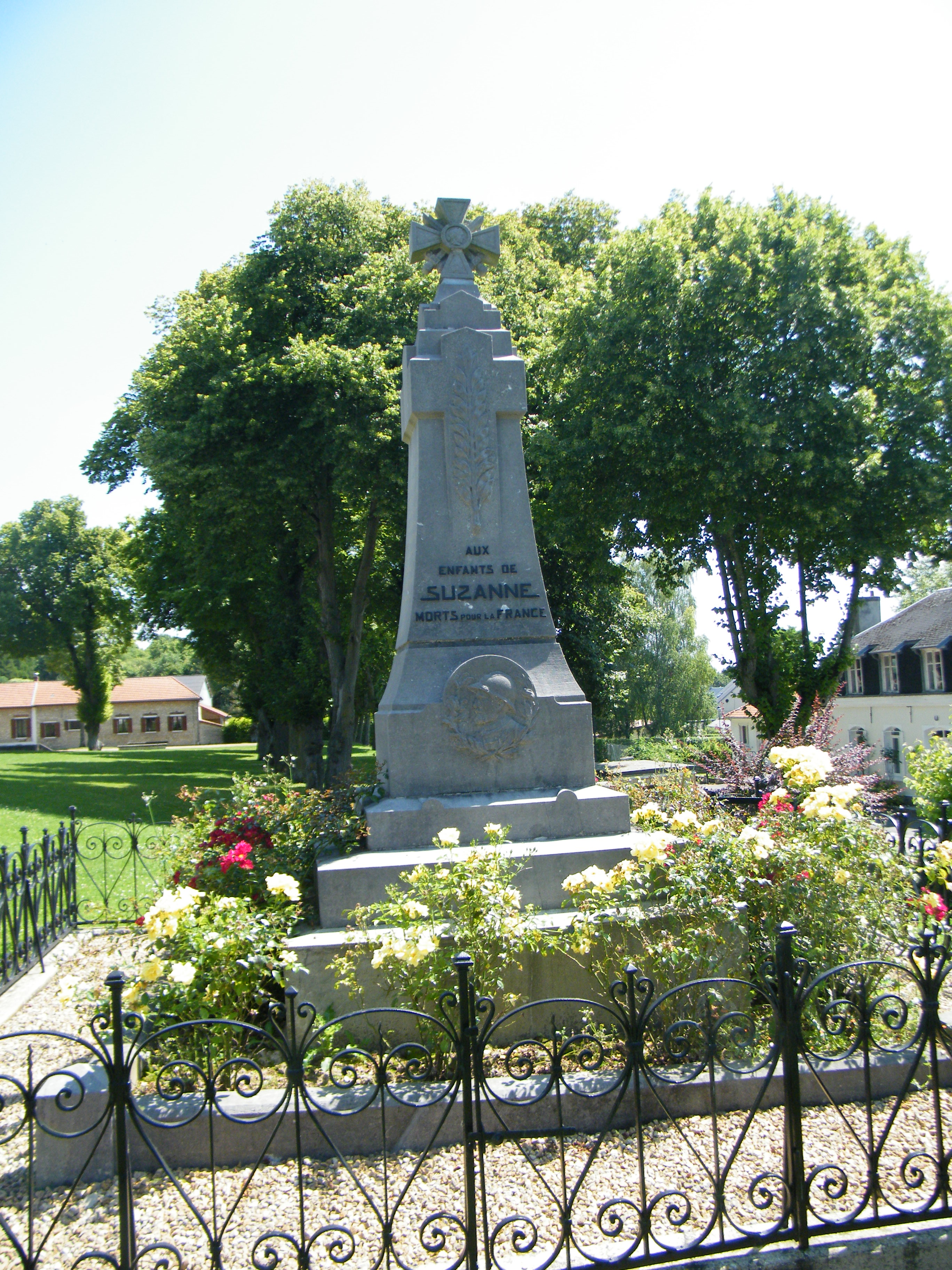
Monument.
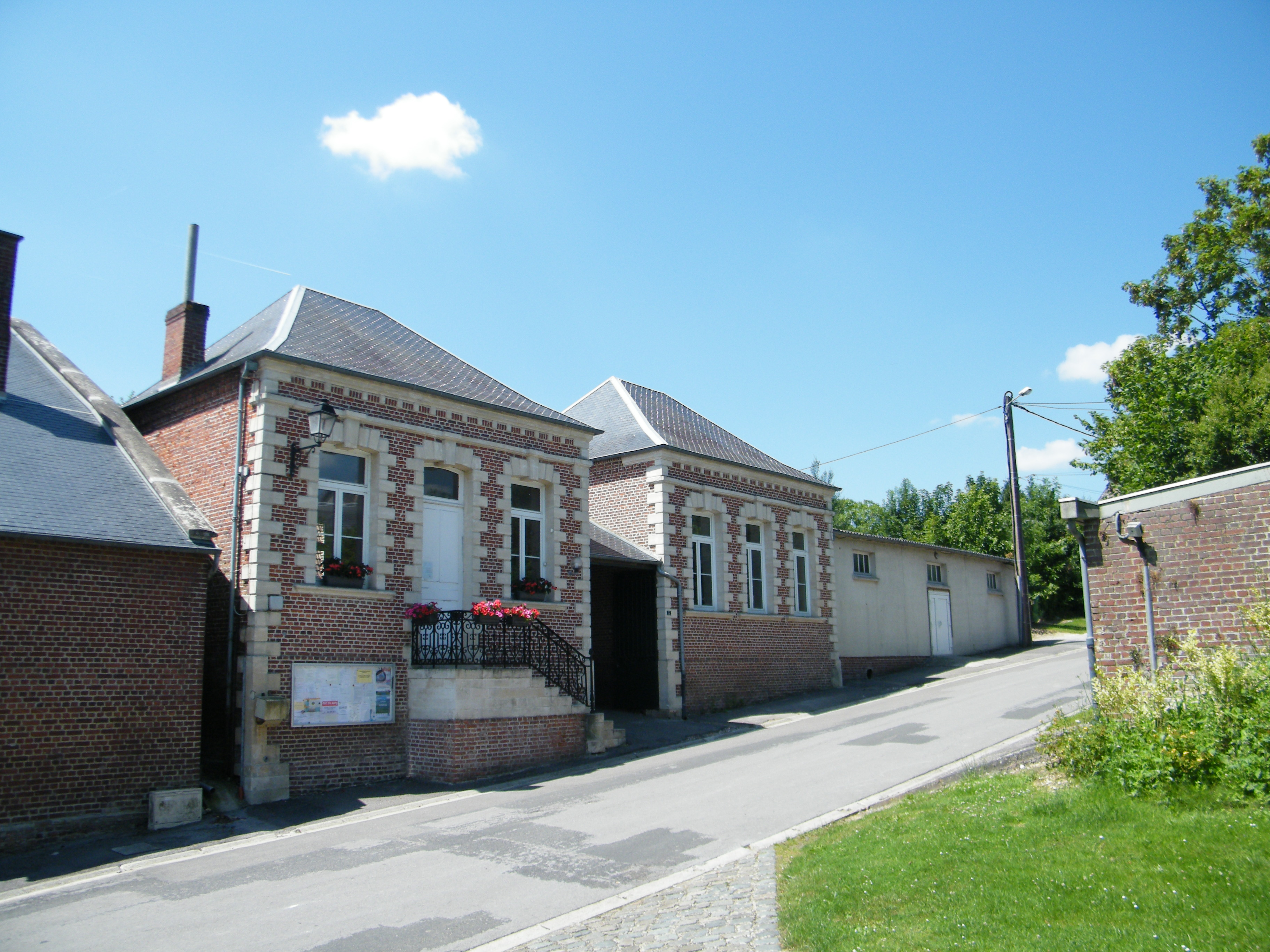
Mairie-école.

### Personnalités liées à la commune
- Louis Marie d'Estourmel (1744-1823), député de la noblesse aux États Généraux de 1789, général des armées de la République.
- Yves Lecoquierre-Duboys de La Vigerie dit Yves Lecoq, imitateur, fut propriétaire du château de la famille d'Estournel, dans les années 1980.